# Olivier Jäckle
Olivier Jäckle (Suiza; 7 de enero de 1993) es un futbolista suizo de origen alemán. Juega como mediocampista y actualmente se encuentra en el FC Aarau de la Challenge League.

## Clubes
| Club        | País  | Año           |
| ----------- | ----- | ------------- |
| FC Aarau    | Suiza | 2008-2011     |
| SC Zofingen | Suiza | 2011          |
| FC Aarau    | Suiza | 2011-presente |